# Большое Вишенье
Большое Ви́шенье — деревня в Торжокском районе Тверской области. Относится к Яконовскому сельскому поселению.
Находится к северо-западу от города Торжка. Через деревню проходит автодорога «Торжок—Яконово», от Торжка 20 км, до Яконова — 6 км. От этой дороги в деревне отходит дорога на деревню Осташково на реке Поведь.
В Торжокском районе есть деревни Малое Вишенье (Осташковское сельское поселение) и Новое Вишенье (Большесвятцовское сельское поселение).

## В деревне
- ТОО «Большое Вишенье»
- МОУ Большевишенская СОШ
- Дом культуры
- Большевишенская сельская библиотека

## История
Деревня Вишенье впервые упоминается в Писцовой книге Новоторжского уезда 1626 года. Вишенье было основано задолго до проведения этого описания — в конце XVI века в деревне было более 30 дворов. В это время она принадлежала помещику Никите Михайловичу Львову. В 1620-х гг. деревня принадлежала двум помещикам, двоюродным братьям: Данилу Тимофеевичу Львову и Пимену Никитичу Львову. В Вишенье на тот момент было пять дворов. На карте Новоторжского уезда 1777 года указана как деревня Вишенье. Название деревни происходит от слова вышенье, то есть высокое место, а не от слова вишня. Приставка «Большое» возникло лишь в XX веке.
Владельцы деревни:
- на 1738 г. — дворянская жена вдова Домна Васильева дочь Львова
- на 1782 г. — Петр Петрович и Николай Петрович Львовы, Аксинья Васильевна Львова;
- на 1795 г. — умершего Петра Петровича Львова жена Прасковья Васильевна Львова с детьми; умершего Николая Петровича Львова вдова Степанида Дмитриевна Львова с детьми Петром, Александром, Ксении, Василия и Ольги;
- на 1811 г. — братья Федор и Павел Петровичи Львовы; Александр Николаевич Львов; Аксинья Васильевна Львова; Марья Васильевна Шишмарева; Василий Петрович Черкасов;
- на 1816 г. — Львовы (вдова Надежда Дмитриевна (урожд. Лундышева), Ольга Михайловна, Федор Петрович и др.), Чевакинские и Марфа Петровна Черкасова;
- на 1834 г. — помещики Львовы; Федор Иванович Москвин;
- на 1850 и на 1858 г. — помещики Львовы (Леонид Леонидович).

В 1859 году во владельческой деревне Вишенье 28 дворов, 294 жителя. Крестьяне деревни принадлежали 6 помещикам и деревня делилась в статистических справочниках на 6 частей. По данным 1884 года жители трех частей деревни были в приходе церкви села Осипова, другие три части — в приходе села Арпачёво. В это время деревня называлась уже Большое Вишенье, в ней 81 двор, 503 жителя и относилась она к Никольской волости Новоторжского уезда Тверской губернии.
В 1918 году образован Вишенский (позднее Большевишенский) сельский Совет крестьянских депутатов. По переписи 1920 года в деревне 585 жителей.
Во время Великой Отечественной войны, с августа 1941 года по март 1943 года около деревни располагался военный аэродром. На нём в разные годы базировался 451 ШАП (штурмовой авиационный полк), 157-й и 728-й истребительные авиаполки, входившие в 3-ю воздушную армию Калининского фронта.
Деревню Большое Вишенье, из-за близости аэродрома, неоднократно бомбили немецкие самолёты.
В послевоенный период Большое Вишенье центр сельсовета Торжокского района Калининской области, центральная усадьба колхоза «Путь к коммунизму».
В 1997 году — 133 хозяйства, 385 жителей.